# Episodi di Detroit 1-8-7
La prima e unica stagione della serie televisiva Detroit 1-8-7 viene trasmessa in prima visione sulla ABC dal 21 settembre 2010 al 20 marzo 2011.
In Italia la serie è stata trasmessa sul canale Fox Crime dal 4 marzo al 1º luglio 2011.
| nº | Titolo originale                               | Titolo italiano                                     | Prima TV USA      | Prima TV Italia |
| -- | ---------------------------------------------- | --------------------------------------------------- | ----------------- | --------------- |
| 1  | Pilot                                          | Duplice omicidio in farmacia - Il treno della morte | 21 settembre 2010 | 4 marzo 2011    |
| 2  | Local Hero / Overboard                         | Un giovane idolo - Un uomo in mare                  | 28 settembre 2010 | 11 marzo 2011   |
| 3  | Nobody's Home / Unknown Soldier                | La casa di nessuno - Milite ignoto                  | 5 ottobre 2010    | 18 marzo 2011   |
| 4  | Royal Bubbles / Needle Drop                    | Royal Bubbles - Morte di un DJ                      | 12 ottobre 2010   | 1º aprile 2011  |
| 5  | Murder in Greektown / High School Confidential | Omicidio a Greektown - High School Confidential     | 19 ottobre 2010   | 25 marzo 2011   |
| 6  | Lost Child / Murder 101                        | Bambina senza identità - Omicidio 101               | 26 ottobre 2010   | 8 aprile 2011   |
| 7  | Broken Engagement / Trashman                   | Il fidanzamento rotto - L'uomo nel bidone           | 9 novembre 2010   | 15 aprile 2011  |
| 8  | Deja vu / All In                               | La Purple Gang - Il torneo di poker                 | 16 novembre 2010  | 22 aprile 2011  |
| 9  | Home Invasion / Drive-By                       | Rapina in casa - L'agguato                          | 30 novembre 2010  | 29 aprile 2011  |
| 10 | Shelter                                        | Rifugio                                             | 7 dicembre 2010   | 6 maggio 2011   |
| 11 | Ice Man / Malibu                               | Coniglio, coniglio - Malibù                         | 4 gennaio 2011    | 13 maggio 2011  |
| 12 | Key to the City                                | Le chiavi della città                               | 11 gennaio 2011   | 20 maggio 2011  |
| 13 | Road to Nowhere                                | Vicolo cieco                                        | 1º febbraio 2011  | 27 maggio 2011  |
| 14 | Beaten / Cover Letter                          | Tiri mancini - Lettere d'amore                      | 8 gennaio 2011    | 3 giugno 2011   |
| 15 | Legacy / Drag City                             | Di padre in figlio - Drag queen                     | 15 febbraio 2011  | 10 giugno 2011  |
| 16 | Stone Cold                                     | Una taglia su Stone                                 | 8 marzo 2011      | 17 giugno 2011  |
| 17 | Motor City Blues                               | Motor City Blues                                    | 15 marzo 2011     | 24 giugno 2011  |
| 18 | Blackout                                       | Blackout                                            | 20 marzo 2011     | 1º luglio 2011  |